# Huperzia miyoshiana
Huperzia miyoshiana là một loài thực vật có mạch trong Họ Thạch tùng. Loài này được (Makino) Ching mô tả khoa học đầu tiên năm 1981.